# Новейшая тектоника
Новейшая тектоника (или неотектоника от англ. Neotectonics) — раздел тектоники, изучающий структуры, историю развития и тектонические движения земной коры, сформировавшие основные черты современного рельефа Земли в поздне-олигоценовый — четвертичный период.
Современные тектонические движения изучает сейсмология.

## История

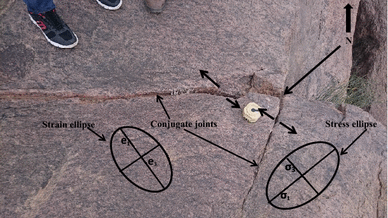
Неотектонические схемы

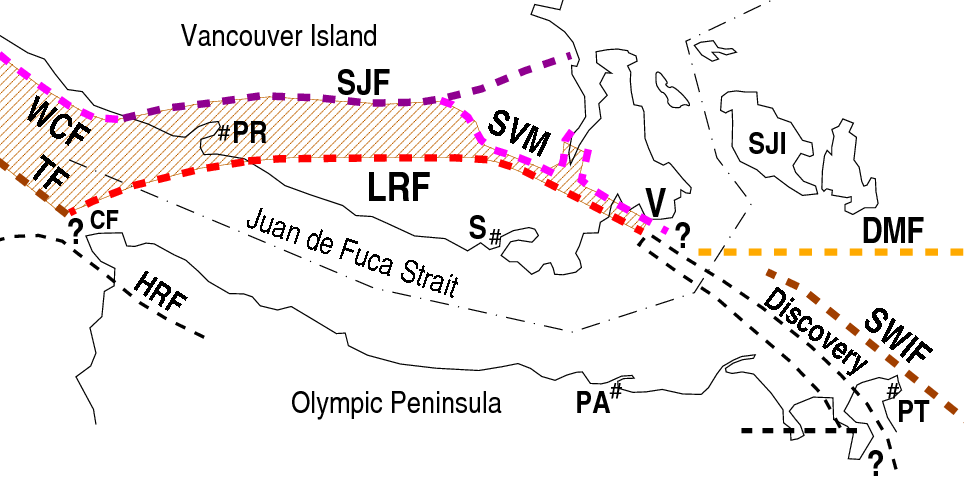
Неотектонические построения

История новейшей тектоники началась в 1932 году после выхода в свет работы С. С. Шульца «Отчёт о работах Джаркентской геологической партии летом 1930 г. (в Джунгарском Алатау)». Термином «новейшая тектоника» впервые были обозначены тектонические процессы, создавшие основные черты современного рельефа. В тридцатые — сороковые годы XX столетия развернулась активная работа по формированию понятийного аппарата нового научного направления.
В 1933 году Д. И. Мушкетов создал в Геологическом институте АН СССР Отдел тектоники и геоморфологии в связи с тектоникой, где изучалась четвертичная тектоника.
В 1937 году на 17 сессии Международного геологического конгресса (Москва) в докладе С. С. Шульца были оформлены и предъявлены основные положения новейшей тектоники. При этом постулировались возможные вариации возраста начала новейшего тектонического этапа для разных областей.
В. А. Обручев ввёл название «неотектоника» для тектонических движений, происходивших после второй половины третичного периода.
После работ С. С. Шульца и Н. И. Николаева новейшая тектоника оформилась и методически и информационно.
В основе современных неотектонических построений лежит методика, разработанная геологом и геофизиком А. Ф. Грачёвым. Важной особенностью её является учёт в расчётах суммарных амплитуд тектонических движений изостатической компоненты прогибания, а также глубины палеобассейна, определяемой известными приёмами палеогеографических построений и оценки эвстатических колебаний уровня Мирового океана.
В 1974 году в ГИН АН СССР, под руководством В. Г. Трифонова, был образован Кабинет неотектоники и дешифрирования космических снимков. В настоящее время это Лаборатория неотектоники и современной геодинамики ГИН РАН.
В 1982 году состоялось Всесоюзное совещание по проблеме неотектоники и динамики литосферы (Таллин. 26-29 октября 1982 года).